# Нойщат ам Рюбенберге
Нойщат ам Рюбенберге (на немски: Neustadt am Rübenberge; Neustadt a. Rbge) е град в Долна Саксония, Германия, с 43 378 жители (към 31 декември 2013) и площ 357 km². Нанмира се между Бремен и Хановер.
Градът е основан през ок. 1200 г. от граф Бернхард II фон Вьолпе и е споменат през 1215 г. като „nova civitas“ (нов град).
Днес градът има 34 градски части.